# Тоннэ (станция метро)
«Тоннэ» (кор. 동래역) — станция Пусанского метро на Первой линии и Четвёртой линии. Станция «Тоннэ» на Первой линии — эстакадная, представлена двумя боковыми платформами, на Четвёртой линии — подземная, представлена двумя боковыми платформами. Станция обслуживается Пусанской транспортной корпорацией. Станция на Первой линии расположена в квартале Йонсан-дон муниципального района Тоннэгу, станция на Четвёртой линии — квартале Мённюн-дон муниципального района Тоннэгу города-метрополии Пусан (Республика Корея). На станции установлены платформенные раздвижные двери.
Станция «Тоннэ» на Первой линии была открыта 19 июля 1985 года, на Четвёртой линии — 30 марта 2011 года.